# Hidden Agenda
Hidden Agenda (с англ. — «Скрытая повестка дня») — интерактивная игра разработанная компанией Supermassive Games издана Sony Interactive Entertainment. Вышла 24 октября 2017 года на PlayStation 4.

## Геймплей
Приключенческая игра от третьего лица. Игрок берёт на себя управление детективом с группой полиции, расследующим убийство Бекки Марни. В деле об известном серийном убийце по прозвищу Ловчий также участвует окружной прокурор Фелисити Грейвз. В игре присутствуют динамичные сцены, которые определяют исход сюжета, включая смерть или выживание персонажа. В многопользовательской игре игроки в какой-то момент могут получить секретную цель, или Скрытую повестку дня, которая предназначена для возникновения конфликта между игроками. В игре есть несколько возможных концовок.

## Разработка
Разработчики Supermassive Games использовали движок Unreal Engine 4.

## Релиз
«Hidden Agenda» была анонсирована на Electronic Entertainment Expo 2017, также был представлен трейлер для PlayStation 4.

## Отзывы и рецензии
| Сводный рейтинг | Сводный рейтинг |
| Агрегатор       | Оценка          |
| --------------- | --------------- |
| GameRankings    | 68,70 %         |

Игра получила награду «Best of E3» на GamesRadar и E3 Awards.
| Год  | Награда                                               | Категория                        | Результаты | Примечания    |
| ---- | ----------------------------------------------------- | -------------------------------- | ---------- | ------------- |
| 2017 | Game Critics Awards                                   | Best Mobile/Handheld             | Номинация  | [ 11 ] [ 12 ] |
| 2017 | Game Critics Awards                                   | Best Family/Social Game          | Победа     | [ 11 ] [ 12 ] |
| 2017 | Gamescom 2017                                         | Best Social/Online Game          | Номинация  | [ 13 ] [ 14 ] |
| 2017 | Gamescom 2017                                         | Best Casual Game                 | Победа     | [ 13 ] [ 14 ] |
| 2018 | National Academy of Video Game Trade Reviewers Awards | Control Design, 2D or Limited 3D | Номинация  | [ 15 ] [ 16 ] |
| 2018 | National Academy of Video Game Trade Reviewers Awards | Innovation in Game Technology    | Номинация  | [ 15 ] [ 16 ] |
| 2018 | Develop Awards                                        | Writing or Narrative Design      | Номинация  | [ 17 ] [ 18 ] |
| 2018 | Develop Awards                                        | Gameplay Innovation              | Победа     | [ 17 ] [ 18 ] |
| 2018 | The Independent Game Developers' Association Awards   | Best Social Game                 | Победа     | [ 19 ] [ 20 ] |